# Museo archeologico di Peccioli
Il Museo archeologico di Peccioli è stato inaugurato nel 2004 e dal 2007 ha sede nel Palazzo Fondi Rustici in Piazza del Carmine.

## Il Palazzo
Sede del Museo è uno dei palazzi più importanti del centro storico di Peccioli, il Palazzo Fondi Rustici, anche detto “della Fattoria”, costruito a ridosso delle mura del castello inglobando su un lato anche una delle sue torri quadrangolari.
Fonti scritte antiche ci raccontano la storia del palazzo, che dagli ultimi anni del Quattrocento in poi passò nelle mani delle più importanti famiglie aristocratiche del tempo, come i Salviati (tra tutti ricordiamo Maria Salviati, la madre di Cosimo I de’ Medici), che possedevano molti beni nel centro e nelle campagne circostanti. Beni che passarono nella seconda metà del Cinquecento alla famiglia Almeni ed infine dal Settecento ai Berte e Dufour-Berte. Senza dimenticare la lapide in marmo inserita nella facciata del Palazzo, grazie alla quale sappiamo anche che nel Seicento l’edificio era parte dei beni dell’Ospedale Nuovo di Pisa.
Il potere delle famiglie aristocratiche si esaurì nel 1919, quando il marchese Filippo Dufour-Berte vendette l’intera proprietà alla Società Fondi Rustici di Roma. Si verificarono ulteriori passaggi, ma riportiamo solo l’ultimo, del 2004, anno in cui Belvedere S.p.a. e Comune di Peccioli acquistano tutti i beni ricadenti nel territorio comunale della Società Agricola Fondi Rustici S.r.l.

## Storia
Il Museo è ospitato al piano terra, nei locali in origine destinati a cantine e a magazzini per il rimessaggio di attrezzature agricole, e in due salette al piano superiore, originariamente usate per lo stoccaggio dei cereali, accessibili attraverso una piccola corte interna.
I materiali più antichi rinvenuti all’interno dei confini comunali risalgono al Neolitico e sono costituiti da alcune asce in pietra verde ritrovate al Podere Ortaglia, nel distretto collinare de Le Serre, a est del centro di Peccioli, ma è con gli inizi del primo millennio a.C. che il territorio mostra le prime consistenti e stabili frequentazioni.
I dati confermano la dipendenza del territorio pecciolese da Volterra almeno fino all’età tardoantica, fattore che, combinato alla vicinanza dell’altro grande centro che fu la Pisa etrusca, contribuì a creare una vitalità politica, economica e culturale stimolante per il popolamento. Nacquero quindi i primi insediamenti organizzati, prevalentemente sulle alture, di cui i resti archeologici raccontano, soprattutto a partire dalla fine del IV secolo a.C., il ruolo di notevole vivacità nelle dinamiche storiche del territorio.
Le testimonianze più consistenti oggi raccolte provengono dagli scavi archeologici in concessione condotti dai primi anni duemila in due siti principali: il Podere Ortaglia per quanto riguarda l’età etrusca e il Colle Mustarola per l’età romana, longobarda e medievale. In entrambi i casi assistiamo a scenari inusuali, considerato la marginalità del territorio rispetto ai centri gravitazionali maggiori che fin dall’antichità si sono contraddistinti nell’area che oggi identifichiamo con la provincia di Pisa.
Sulla scorta dei dati raccolti grazie alle campagne di scavo finanziate da Comune di Peccioli e Belvedere S.p.A., si è resa necessaria la possibilità di esporre i materiali rinvenuti, concretizzatasi con l’apertura del Museo Archeologico di Peccioli, anch’esso interamente finanziato e fortemente voluto dagli enti sopra menzionati.

## La collezione
Il percorso museale è organizzato secondo una linea cronologica e suddiviso in tre sezioni, ognuna dedicata ai siti da cui provengono i reperti esposti:
- sezione etrusca da Ortaglia
- sezione etrusca da Legoli
- sezione romana, longobarda e medievale da Colle Mustarola

Uno spaccato della storia del territorio che attraversa due millenni, dall’età arcaica al bassomedioevo.

### La sezione di Ortaglia
Le indagini si sono concentrate sia sul piccolo pianoro, sia nel settore occidentale, dove sotto alcuni strati franosi, sono stati individuati alcuni livelli di vita del complesso, relativi alla prima età ellenistica e a tutto il III sec. a.C. È importante sottolineare come, a cavallo del 200 a.C., il complesso di Ortaglia sembra esaurire la sua funzione sacra e insediativa, proprio mentre la città di Volterra avvia una significativa riqualificazione monumentale dell’area di culto dell’acropoli.
Sulla scorta dei materiali rinvenuti, che evidenziano una presenza umana stabile a partire dal IX secolo a.C., il pianoro di Ortaglia doveva costituire un sito strategico nel quadro del popolamento del territorio pecciolese. Non stupisce allora la costruzione da parte della città di Volterra di un complesso santuariale sul limite settentrionale della sua area di pertinenza, fenomeno che, nonostante l’assenza di altri dati archeologici, probabilmente non doveva essere unico per il territorio volterrano. Basti pensare, per esempio, alle tracce lasciate da un luogo di culto nell’area del podere Inchiostro a Capannoli, nel settore pisano del distretto, forse una sorta di risposta "pisana" al "volterrano" santuario di Ortaglia.
La varietà dei materiali recuperati propone un panorama di estrema vivacità e ricchezza, offrendo un significativo spaccato della vita del distretto volterrano tra l'età tardo-arcaica e il primo ellenismo, ovvero per quei secoli che dal punto di vista archeologico rimangono per Volterra ancora un periodo oscuro.

### La sezione di Colle Mustarola
Le ricerche d’archivio hanno testimoniato una fase insediativa compresa tra i primi decenni dell’XI secolo e il XVI secolo inoltrato, con la presenza di una chiesa intitolata a Santa Mustiola. L’edificio sacro è riportato nella cartografia storica delle Rationes Decimarum Italiae e ha dato origine al toponimo della località in cui ci troviamo, ovvero Colle Mustarola.
Sul pendio sud del colle è venuta alla luce una cisterna in cocciopesto risalente al I secolo d.C., un unicum nel territorio rurale della Valdera e il cui scavo ha portato alla scoperta di un'altra fase insediativa, da collocarsi tra la fine del VI e il VII secolo.
Il riempimento della cisterna, infatti, era composto quasi esclusivamente da resti tardoantichi che si erano accumulati al suo interno una volta che era andata in disuso. Questo bacino di deposizione chiuso è da collegare ad un piccolo insediamento longobardo, stanziatosi sulla sommità della collina nei decenni a cavallo della conquista della città bizantina di Volterra da parte del ducato di Lucca. Quindi un piccolo insediamento a controllo del confine, probabilmente dipendente dal vicino castellum Faolfi (Castelfalfi), entrambi funzionali al controllo della via da Lucca a Chiusi e, da qui, a Roma. Proprio lungo questa direttrice viaria potrebbe essere giunto anche il culto di Mustiola (santa protettrice della città di Chiusi), che diventerà la titolare della piccola chiesa che sorgerà sul colle. Una dedicazione inusuale per il territorio in questione e che conferma l’influsso culturale e religioso che i due ducati longobardi della Tuscia (Lucca e Chiusi, appunto) hanno lasciato a partire dalla fine del VI secolo.
La cisterna romana, il lotto di ceramiche e i corredi funerari longobardi, l’edificio sacro e l’annesso cimitero fortemente sfruttato, hanno in comune un aspetto peculiare: il sito di Colle Mustarola ha da sempre rappresentato un quadro insediativo privilegiato, dal punto di vista economico fino alla tarda antichità (come testimoniano le strutture e i materiali ceramici equiparabili a contesti più di tipo urbano piuttosto che rurale) e da quello religioso dal XII secolo in poi.
Proprio dallo scavo delle sepolture medievali e tardo-medievali stanno emergendo materiali di notevole interesse e del tutto inaspettati, con corredi raramente attestati in Italia (tra tutti, quello di “Isadora”). L’influsso nella cultura e nella moda di questi inumati rispecchia fortemente le correnti d’oltralpe, mostrando un gusto ricercato e una capacità tecnica e tecnologica difficilmente attribuibili a maestranze di tipo locale.

### La sezione di Legoli
I pezzi esposti si riferiscono ad un rinvenimento occasionale avvenuto nel 1930 in località Poggio dei Pini nella frazione di Legoli. Si tratta di una piccola tomba a nicchiotto contenente almeno due deposizioni, tipica dell’ambito volterrano di età ellenistica. I cinerari e i corredi sono databili al II secolo a.C. e denotano un ceto sociale modesto, seppure la presenza di uno strigile in bronzo e di due piccole oinochoai a vernice nera sembrano documentare una terza deposizione, più antica, di III secolo a.C. Purtroppo però le circostanze del ritrovamento, piuttosto fumose, non consentono di stabilire con certezza la reale consistenza e composizione dei corredi della tomba.